# Земен кускус
Земен кускус (Phalanger gymnotis) е вид бозайник от семейство Phalangeridae.

## Разпространение и местообитание
Разпространен е в Индонезия и Папуа Нова Гвинея.